# فالنتين مانكين
فالنتين مانكين (Valentyn Mankin) (بالروسية: Валенти́н Григо́рьевич Ма́нкин) هو لاعب أولمبي لرياضة سباق القوارب الشراعية من الاتحاد السوفيتي. شارك في الأولمبياد الصيفي في 1968–1980، وفاز بما مجموعه 4 ميداليات.

## الميداليات
| ذهب | فضة | برونز | المجموع |
| 3   | 1   | 0     | 4       |

## روابط خارجية
- فالنتين مانكين على موقع الاتحاد الدولي للملاحة الشراعية (موقع جديد) (الإنجليزية)
- فالنتين مانكين على موقع الاتحاد الدولي للملاحة الشراعية (موقع قديم) (الإنجليزية)
- فالنتين مانكين على موقع اللجنة الأولمبية الدولية (الإنجليزية)
- فالنتين مانكين على موقع أوليمبيديا (الإنجليزية)